# Zalmoxes shqiperorum
Zalmoxes shqiperorum es una especie del género extinto Zalmoxes (gr. “diente rígido”) de dinosaurio ornitópodo, rabdodóntido que vivió a finales del período Cretácico, hace entre 70 a 66 millones de años, en el Maastrichtiense, en lo que es hoy Europa. Está basado en una gran cantidad de nuevos restos descritos por Weishampel y colegas en 2003.